# Recht auf Vergessenwerden
Das Recht auf Vergessenwerden (englisch: right to be forgotten) soll sicherstellen, dass digitale Informationen mit einem Personenbezug nicht dauerhaft zur Verfügung stehen. Das Recht auf Vergessenwerden wird zuweilen verkürzt und unrichtig als „Recht auf Vergessen“ bezeichnet. Weil sich das Recht auf elektronisch gespeicherte Daten bezieht, spricht man auch vom „digitalen Radiergummi“.
Der Begriff des Rechts auf Vergessenwerden geht auf den Rechts- und Politikwissenschaftler Viktor Mayer-Schönberger zurück. Er schlägt vor, elektronisch gespeicherte Informationen mit einem Ablaufs- oder Verfallsdatum auszustatten. Nach Ablauf dieses Datums soll die Information durch ein Programm oder das Betriebssystem des Computers automatisch gelöscht werden.

## Gesetzliche Regelungen
Derzeit ist das Recht auf Vergessenwerden nicht ausdrücklich gesetzlich geregelt. Die Datenschutzgesetze – zum Beispiel in Deutschland – enthalten lediglich Bestimmungen, unter welchen Voraussetzungen personenbezogene Daten zu löschen sind.

### Europäische Union
2011 wurde Mayer-Schönbergers Ansatz von der Europäischen Kommission aufgegriffen, die das Recht auf Vergessenwerden und Löschung in ihre Pläne zu einer EU-Datenschutzreform aufnahm. Die von der Kommission vorgeschlagene Datenschutz-Grundverordnung soll eine entsprechende Regelung enthalten. In der Begründung des Verordnungsentwurfs heißt es:

„Jede Person sollte […] ein ‚Recht auf Vergessenwerden’ [besitzen], wenn die Speicherung ihrer Daten unter Verstoß gegen die Verordnung erfolgt ist. Insbesondere sollten betroffene Personen Anspruch darauf haben, dass ihre personenbezogenen Daten gelöscht und nicht weiter verarbeitet werden, wenn sich die Zwecke, für die die Daten erhoben wurden, erübrigt haben, wenn die betroffenen Personen ihre Einwilligung in die Verarbeitung widerrufen oder Widerspruch gegen die Verarbeitung der sie betreffenden personenbezogenen Daten eingelegt haben oder wenn die Verarbeitung ihrer personenbezogenen Daten aus anderen Gründen unter Verstoß gegen die Verordnung erfolgt ist. Dieses Recht ist besonders wichtig in Fällen, in denen die betroffene Person ihre Einwilligung noch im Kindesalter gegeben hat und insofern die mit der Verarbeitung verbundenen Gefahren nicht in vollem Umfang absehen konnte und die Daten – besonders die im Internet gespeicherten – später löschen möchte. […] Um dem ‚Recht auf Vergessenwerden’ im Netz mehr Geltung zu verschaffen, sollte das Recht auf Löschung so weit gehen, dass ein für die Verarbeitung Verantwortlicher, der die personenbezogenen Daten öffentlich gemacht hat, die Pflicht hat, Dritten, die diese Daten verarbeiten, mitzuteilen, dass eine betroffene Person die Löschung von Links zu diesen Daten oder von Kopien oder Reproduktionen dieser Daten verlangt. […]“

Der Entwurf der Europäischen Kommission geht dabei nicht soweit auf den Ansatz von Viktor Mayer-Schönberger ein, jede Datei präventiv mit einer Lebensdauer zu versehen. Vielmehr ist eine Verstärkung der Datenschutz-Grundsätze der informationellen Selbstbestimmung und der Zweckbindung der Datenverarbeitung gemeint.
Weiter bezieht der Entwurf auch eine Informationspflicht Dritter mit ein, sofern eine betroffene Person die Löschung dieser Daten verlangt:

„Hat der in Absatz 1 [Gründe des Zutreffens] genannte für die Verarbeitung Verantwortliche die personenbezogenen Daten öffentlich gemacht, unternimmt er in Bezug auf die Daten, für deren Veröffentlichung er verantwortlich zeichnet, alle vertretbaren Schritte, auch technischer Art, um Dritte, die die Daten verarbeiten, darüber zu informieren, dass eine betroffene Person von ihnen die Löschung aller Querverweise auf diese personenbezogenen Daten oder von Kopien oder Replikationen dieser Daten verlangt. Hat der für die Verarbeitung Verantwortliche einem Dritten die Veröffentlichung personenbezogener Daten gestattet, liegt die Verantwortung dafür bei dem für die Verarbeitung Verantwortlichen.“

Das Recht wurde für die Abstimmung am 21. Oktober 2013 aus dem Entwurf entfernt und auf das Recht auf Löschung beschränkt.
In der am 24. Mai 2016 in Kraft getretenen und ab dem 25. Mai 2018 in allen EU-Mitgliedstaaten unmittelbar geltenden Datenschutz-Grundverordnung (Verordnung (EU) 2016/679) wird das Recht auf Löschung in Art. 17 geregelt. Die Überschrift dieses Artikels enthält den Klammerzusatz „Recht auf Vergessenwerden“. Die Regelung enthält allerdings vor allem Löschrechte und -pflichten. Lediglich mit Artikel 17 Absatz 2 wird die Idee des Rechts auf Vergessenwerden, die (Weiter-)Verbreitung personenbezogener Daten (insbesondere im Internet) zu verhindern oder rückgängig zu machen, zumindest im Ansatz weiterverfolgt. Das Recht besteht daher erst nach einem entsprechenden Begehren der betroffenen Person. Die Regelung hat folgenden Wortlaut:
„Hat der Verantwortliche die personenbezogenen Daten öffentlich gemacht und ist er gemäß Absatz 1 zu deren Löschung verpflichtet, so trifft er unter Berücksichtigung der verfügbaren Technologie und der Implementierungskosten angemessene Maßnahmen, auch technischer Art, um für die Datenverarbeitung Verantwortliche, die die personenbezogenen Daten verarbeiten, darüber zu informieren, dass eine betroffene Person von ihnen die Löschung aller Links zu diesen personenbezogenen Daten oder von Kopien oder Replikationen dieser personenbezogenen Daten verlangt hat.“
Am präzisesten wird das Recht in Erwägungsgrund 66 zu Art. 17 DSGVO beschrieben:
"1Um dem „Recht auf Vergessenwerden“ im Netz mehr Geltung zu verschaffen, sollte das Recht auf Löschung ausgeweitet werden, indem ein Verantwortlicher, der die personenbezogenen Daten öffentlich gemacht hat, verpflichtet wird, den Verantwortlichen, die diese personenbezogenen Daten verarbeiten, mitzuteilen, alle Links zu diesen personenbezogenen Daten oder Kopien oder Replikationen der personenbezogenen Daten zu löschen. 2Dabei sollte der Verantwortliche, unter Berücksichtigung der verfügbaren Technologien und der ihm zur Verfügung stehenden Mittel, angemessene Maßnahmen – auch technischer Art – treffen, um die Verantwortlichen, die diese personenbezogenen Daten verarbeiten, über den Antrag der betroffenen Person zu informieren."

#### Deutschland
In Deutschland gab es bis zur Geltung der Datenschutz-Grundverordnung kein ausdrückliches gesetztes Recht auf Vergessenwerden. Mittlerweile verweist aber auch § 35 des Bundesdatenschutzgesetzes auf die DSGVO. Zudem gehen auch die Datenschutzprinzipien der Datensparsamkeit und Datenvermeidung und der Informationelle Selbstbestimmung auf die gleichen Ansätze zurück und sind gesetzlich ebenfalls im Bundesdatenschutzgesetzes geregelt. So gibt es gesetzliche Regelungen zur Speicherdauer von Straftaten und Aussonderungsfristen für Informationen (Akten). Diese Fristen sorgen aber nicht immer dafür, dass die entsprechenden Informationen automatisch oder tatsächlich nach dem Ablauf einer bestimmten Zeit gelöscht werden.
In Deutschland gibt es für Straftäter seit Langem ein anerkanntes Recht auf Vergessenwerden aus Gründen der Menschenwürde und Resozialisierung im Bundeszentralregistergesetz, dort in den §§ 45 ff. BZRG.

## Fallbeispiele

### Europäische Union
2014 entschied der Europäische Gerichtshof (EuGH) auf Grundlage der EU-Datenschutzrichtlinie eine Klage gegen Google („Google-Spain-Urteil“). Er urteilte, dass Personen unter bestimmten Voraussetzungen die Tilgung von Links mit auf sie bezogenen Daten, zum Beispiel auf alte Presseartikel mit nicht mehr aktuellen oder relevanten Informationen, aus den Ergebnislisten von Suchmaschinen verlangen können. Bei Personen des öffentlichen Lebens gilt dies nur eingeschränkt, hier muss zwischen ihrem persönlichen Recht und dem Recht der Öffentlichkeit auf Zugang zu Informationen abgewogen werden. Das Gericht stuft Suchmaschinen nicht mehr nur als Transporteure von Inhalten ein, sondern als Datenverarbeiter, die für verbreitete Inhalte mitverantwortlich sind. Die Presse dagegen ist privilegiert und muss solche Inhalte nicht aus ihrem Archivangebot entfernen. EuGH-Vizepräsident Koen Lenaerts erläuterte im Interview mit der TAZ, dass der Gerichtshof kein „Recht auf Vergessenwerden“ erfunden habe. Er habe nur eine Interessenabwägung auf Grundlage der EU-Datenschutzrichtlinie vorgenommen. Da das Urteil nur für den Bereich der EU-Mitgliedsstaaten bindend ist, sind zudem die beispielsweise auf google.de nicht mehr sichtbaren Suchergebnisse bei einer Suche über die Website google.com je nach Spracheinstellung weiterhin auffindbar.

#### Deutschland
Das Internet-Phänomen Techno Viking wurde im Juli 2000 auf einer Technoparade gefilmt und 2006 im Internet auf YouTube hochgeladen. Es zeigt einen leicht bekleideten Mann, der zu Technomusik tanzt. 2009 begann ein Rechtsstreit zwischen dem Tänzer und Kameramann Matthias Fritsch. 2013 entschied das Berliner Landgericht, dass dem Tänzer ein Anspruch auf Unterlassung der Verbreitung des Videos und der Merchandising-Artikel zusteht, da er nicht ausdrücklich in die Veröffentlichung eingewilligt hat. Obwohl Fritsch dem nachkam, ist das Video heute noch über diverse Portale abrufbar.
Ein im Kriminalfall Apollonia 1982 wegen zweifachen Mordes und versuchten Mordes zu lebenslanger Haft verurteilter Mann klagte gegen den Spiegel, weil in dem Nachrichtenmagazin sein voller Name genannt worden war und archivierte Ausgaben seit 1999 online zugänglich sind. Das Oberlandesgericht Hamburg entschied, die Namensnennung sei stigmatisierend und verstoße gegen sein Persönlichkeitsrecht. Nachdem der Bundesgerichtshof das Urteil 2012 aufgehoben hatte, legte der Mann Verfassungsbeschwerde ein. Der Erste Senat des Bundesverfassungsgerichts unter Vorsitz von Johannes Masing führte das Verfahren zum Recht auf Vergessenwerden. Ende 2019 erging dazu eine Grundsatzentscheidung des BVerfG („Recht auf Vergessen I“). Darin prüfte das Gericht erstmals auch europäische Grundrechte aus der Grundrechte-Charta unmittelbar anhand einer nationalen Verfassungsbeschwerde. Zuvor waren diese lediglich mittelbar zur Auslegung herangezogen worden. 2020 hat der BGH auf die Revision der Beklagten das Urteil des Oberlandesgerichts Hamburg aufgehoben. Die Sache wurde zur neuen Verhandlung und Entscheidung an das Berufungsgericht zurückverwiesen.

## Kritik
2012 bezeichnete der damalige Bundesvorsitzende der deutschen Piratenpartei, Sebastian Nerz, die Pläne der Europäischen Kommission zum Recht auf Vergessenwerden als naiv. Die Internetwirtschaft sei zu kreativ, um sich gängeln zu lassen.
Ilse Aigner, die ehemalige deutsche Bundesministerin für Ernährung, Landwirtschaft und Verbraucherschutz, begrüßte die Erwägungen der EU-Kommission zwar grundsätzlich, jedoch dürfe das Recht auf Vergessenwerden nicht dazu führen, dass die Meinungs- und Pressefreiheit eingeschränkt werde. Nachrichtenredaktionen dürften nicht auf Klagen von Einzelnen verpflichtet werden, Artikel aus den Archiven zu löschen.
Lila Tretikov, Executive Director der Wikimedia Foundation, kritisierte 2014 das Urteil, da der Europäische Gerichtshof hiermit seine Verantwortung, eines der wichtigsten und universellen Menschenrechte, das Recht, „Informationen zu suchen und zu finden“ zu wahren, selbst beschneide. Dadurch, dass das „Recht auf Vergessenwerden“ keine öffentliche Erklärung oder Begründung verlange und keinem juristischen Prozess unterliege, könnten unwiderrufliche „Erinnerungslücken“ entstehen, die unangenehme Tatsachen dokumentiert hätten.
Jimmy Wales, Hauptgründer von Wikipedia, bezeichnete das „Recht auf Vergessenwerden“ als „zutiefst unmoralisch“, nachdem die Wikimedia Foundation Aufforderungen erhalten hatte, Inhalte zu entfernen, und als „albern“.

## Technische Realisierung
Technisch wäre das Recht auf Vergessenwerden durch Software wie X-pire! umsetzbar. Aufgrund der umständlichen und kostenpflichtigen organisatorischen Vorgehensweise wird diese Software als Totgeburt betrachtet. Das grundlegende Prinzip des Digital Rights Management (DRM) steht weiter in der Diskussion.
Schwierig ist es, Kopien personenbezogener Daten (z. B. durch Bildschirmfotos) und deren Verbreitung im Internet zu verhindern – auch aufgrund des sogenannten Streisand-Effektes.
Google veröffentlichte aufgrund des Urteils des Europäischen Gerichtshofs seit Juni 2014 ein Formular zur Beantragung der Löschung von URLs aus Suchergebnissen. Die Links blendet Google nicht aus allen Sprachversionen aus. Am Ende der Seite betont Google: „Einige Ergebnisse wurden möglicherweise aufgrund der Bestimmungen des europäischen Datenschutzrechts entfernt.“ Medien wie Der Spiegel und The Guardian berichteten ab Juli 2014 über die Ausblendung einzelner Artikel in den Suchergebnissen. Google gründete einen Beirat mit externen europäischen Experten zur Erarbeitung eines Lösch-Leitfadens. Daran beteiligt ist die ehemalige Bundesjustizministerin Sabine Leutheusser-Schnarrenberger. Gelöscht wurden Ergebnisse nur auf Europäischen Domains. Das Ersuchen, die Information weltweit zu verbergen, lehnte der EuGH im September 2019 ab.